# Johannes Rothkranz
Johannes Rothkranz ist ein deutscher rechtsextremer Sedisvakantist, Buchautor und Magister der katholischen Theologie aus Filsen am Rhein.

## Leben und Wirken
Rothkranz war ursprünglich Priesteramtskandidat für das Bistum Regensburg und absolvierte sein theologisches Studium an der Philosophisch-Theologischen Hochschule in Heiligenkreuz, wobei er im „Collegium Rudolphinum“ (jetzt Priesterseminar Leopoldinum) als Seminarist wohnte. Seine Magisterarbeit verfasste er unter dem Titel: „Mahl- oder Opfercharakter der heiligen Messe?“
f
Nach Abschluss seines Studiums im Jahre 1985 begann Rothkranz mit der Absolvierung eines Pastoraljahrs in der Diözese Regensburg, wo er dann zum Diakon und Priester geweiht werden wollte. Vor allem aufgrund seiner Kritik am sogenannten Volksaltar entschieden sich die Verantwortlichen gegen seine Weihe.
Rothkranz kritisierte 1986 das Engelwerk, nachdem er sich auf einem Einführungskurs für den Orden der Regularkanoniker vom Heiligen Kreuz auf Madeira davon abgewandt hatte, und wandte sich dann bald dem Sedisvakantismus zu. Er sieht den Apostolischen Stuhl seit der Erklärung des 2. Vatikanischen Konzils über die Religionsfreiheit als unbesetzt an, was er in einem 1.700 Seiten umfassenden, 1995 erschienenen zweibändigen Werk zu dieser Frage theologisch begründete.
Freimaurer und Zionisten sind für ihn die eigentlichen Drahtzieher des kirchlichen und weltlichen Geschehens. Um seine Verschwörungstheorie zu stützen, greift er in seinen zahlreichen Veröffentlichungen gelegentlich auch auf Quellen aus dem Bereich des Geschichtsrevisionismus zurück. In seinem mehrbändigen Werk Die Protokolle der Weisen von Zion – erfüllt! nutzt er Versatzstücke einer in Deutschland seit 2001 indizierten und beschlagnahmten antisemitischen Fiktion und Hetzschrift, der sogenannten Protokolle der Weisen von Zion. In seiner Broschüre Wußten Sie schon …? benutzt Rothkranz als Quellen Werke und Zitate von Holocaustleugnern wie Richard Harwood und David Irving und verweist auf das pseudowissenschaftliche, neonazistische Institute for Historical Review.
Rothkranz nutzt verschwörungstheoretische und antisemitische Denkmuster, indem er von einer mächtigen Organisation spricht, die seit langer Zeit die Weltherrschaft unter antichristlichen Vorzeichen an sich reißen wolle. Es handele sich dabei um das „organisierte Judentum“ und seine vielen Hilfsorganisationen, als deren bedeutendste die 1717 gegründete Großlogen-Freimaurerei zu gelten habe. Man habe es mit der „Synagoge Satans“ zu tun, einer Organisation, welche die Zahl 666 verbreiten wolle, um die Menschheit zu unterjochen. Auch „der heutige Islam“ sei, so Rothkranz, von Juden gesteuert und werde von der „Satanssynagoge“ als antichristliches Werkzeug benutzt. Weiterhin verbreitet er in einem seiner Bücher Verschwörungstheorien zum 11. September 2001 und sieht im Rücktritt von Papst Benedikt XVI. sowie der Wahl seines Nachfolgers Franziskus die „Kabbala“ am Werk.
Die Priesterbruderschaft St. Pius X. hat im Jahr 2006 erneut ein Hausverbot über Rothkranz verhängt und ihm den Empfang der Sakramente durch Priester der Bruderschaft verweigert. Es wird den Gläubigen von der Priesterbruderschaft empfohlen, die Schriften von Rothkranz zu meiden. Schon zuvor hatte Rothkranz die Priesterbruderschaft des Öfteren scharf kritisiert.
Innerhalb der sedisvakantistischen Bewegung veröffentlichte er häufig Aufsätze in der Zeitschrift "Kyrie Eleison" und wandte sich ausdrücklich gegen das ebenfalls sedisvakantistische Periodikum "Einsicht".
Der Antisemitismusforscher Wolfgang Benz schrieb über Rothkranz: „Die Rabulistik des Fundamentalisten, dem ‚konzilskatholisch‘ ein synonymes Schimpfwort zu ‚volljudaisiert‘ ist, entspringt purem Hass und bildet in ihrer Geschwätzigkeit und ihrem Belehrungsdrang den Idealtyp des obskuren Weltverschwörungsfanatikers“.
In Veröffentlichungen jüngeren Datums leugnet Rothkranz den menschengemachten, durch Treibhausgase wie CO2 beschleunigten Klimawandel.
Der ehemalige Abgeordnete der Partei Alternative für Deutschland im baden-württembergischen Landtag Wolfgang Gedeon hatte sich in seinem dreibändigen Werk Christlich-europäische Leitkultur (2009) auf die Veröffentlichungen von Rothkranz bezogen, die maßgeblichen Einfluss auf Gedeons antisemitischen Positionen gehabt haben dürften.

## Schriften (Auswahl)
- Die kommende „Diktatur der Humanität“ oder die Herrschaft des Antichristen. Verlag Anton Schmid, Durach 1990/92 (3 Bände)

1. Die geplante Weltdemokratie in der „City of Man“. 1990.
2. Die Weltherrscher der Finsternis in Aktion. 2. Aufl. 1992.
3. Die vereinigte Religionen im antichristlichen Weltstaat. 2. Aufl. 1992, ISBN 3-929170-11-6.

- Der Vertrag von Maastricht. Endlösung für Europa. Verlag Anton A. Schmid, Durach 1997 (2 Bände)

1. 2. Aufl. 1997, 314 S. ISBN 3-929170-37-X.
2. 2. Aufl. 1997, S. 316–648. ISBN 3-929170-38-8.

- Freimaurersignale in der Presse. wie man sie erkennt und wie man sie deutet. 3. Aufl. Anton A. Schmid-Verlag, Durach 2000, ISBN 3-929170-96-5.
- Die Freimaurerei kurz vor dem Ziel. In: Recht und Wahrheit. Das aufrichtige Zweimonatsmagazin, Nr. 7 + 8 / 2000, Seite 17ff. ISSN 0949-1953.
- Totschlagwort "Antisemitismus". Klarstellungen zu einem "einzigartigen Wortmißbrauch", Verlag Anton A. Schmid, Durach 2003, ISBN 3-932352-88-2.
- Die „Protokolle der Weisen von Zion“ – erfüllt!, Band I (2 Teilbände), Verlag Anton A. Schmid, Durach 2004 ISBN 3-938235-01-2.
- 44 Irrtümer über das Judentum, Durach 2005, ISBN 3-938235-02-0.
- Klimawandel von A bis Z – Ein Lexikon: Alles was Sie über den Klimawandel wissen müssen. Verlag Anton A. Schmid, Kempten 2020, ISBN 978-3-946271-37-6.
- Superlogen regieren die Welt Verlag Anton A. Schmid, Durach 2016 ISBN 978-3-938235-99-7
- Kein Klimawandel durch CO2. Der definitive Beweis, Verlag Anton A. Schmid, Durach 2023, ISBN 978-3-946271-63-5.